# Willi Schmöller
Willi Schmöller (* 16. Februar 1945 in Passau) ist ein deutscher Politiker (ehemals SPD) und war von 1990 bis 2002 Oberbürgermeister der Stadt Passau.

## Leben

### Ausbildung & Studium
Schmöller absolvierte ab 1965 zunächst eine Ausbildung zum Bankkaufmann bei der Volksbank Passau. Von 1968 bis 1971 studierte er Betriebswirtschaft an der Hochschule für Wirtschaft und Politik in Hamburg. Nachdem er dieses Studium als Dipl. Betriebswirt (FH) abgeschlossen hatte, studierte er 1972 bis 1975 Pädagogik für das Lehramt an Grund- und Hauptschulen an der Universität Regensburg. Im Anschluss war er bis zu seiner Wahl zum Oberbürgermeister als Lehrer an verschiedenen Grund- und Hauptschulen tätig, unter anderem im Passauer Ortsteil Neustift, in Auerbach und Grubweg.

### Politische Karriere
1972 trat Schmöller der SPD bei und wurde 1984 zum Stadtrat gewählt, nachdem seine erste Kandidatur für dieses Gremium 1978 scheiterte. 1989 wurde er zusätzlich SPD-Stadtverbandsvorsitzender. Nach der Kommunalwahl vom 18. März 1990, bei der er 27,12 Prozent der Stimmen erhielt, trat er am 1. April des Jahres in einer Stichwahl gegen den amtierenden Oberbürgermeister Hans Hösl (CSU) an und erreichte mit 51,16 Prozent die nötige Mehrheit; Schmöller wurde erster SPD-Oberbürgermeister von Passau. 1996 wurde er von 66,1 Prozent der Passauer Wähler im Amt bestätigt.

### Als Oberbürgermeister
Als Oberbürgermeister lag ihm besonders die Modernisierung der Verwaltung am Herzen. Dieser Modernisierungsprozess fand bundesweit Beachtung und Schmöller wurde dafür unter auch zweimal, 1994 und 1998, von der Deutschen Hochschule für Verwaltungswissenschaften in Speyer ausgezeichnet. Für seinen Reformwillen ehrte ihn 1997 außerdem der Bund der Steuerzahler mit dem Kreativpreis. In Schmöllers Verantwortung gehörten unter anderem die Neugestaltung des Bundeswehrgeländes in Kohlbruck sowie erste Pläne einer Neuen Mitte.
Von Juni bis September 1992 führte Schmöller die Amtsgeschäfte ohne amtierenden Stadtrat, da die Stadtratswahlen vom 18. März 1990 von der Regierung von Niederbayern für ungültig erklärt worden waren.
Am 17. März 2002 unterlag er in einer Stichwahl seinem Herausforderer Albert Zankl von der CSU mit 46,7 Prozent der Stimmen. Schmöller wurde zeitnah zum Alt-Oberbürgermeister ernannt.

### Nach der Abwahl
Schmöller war von 1994 bis 2002 Verwaltungsrat der Kommunalen Gemeinschaftsstelle für Verwaltungsmodernisierung in Köln und von 1996 bis 2002 Jurymitglied  beim Bayerischen Qualitätswettbewerb des Bayerischen Wirtschaftsministeriums. Er hat außerdem mehrere fachliche Artikel zu Thema Verwaltungsmodernisierung verfasst.
Seit 2003 ist Schmöller Mitglied der Geschäftsleitung von Governance International mit dem Titel eines Direktors. Er ist außerdem ehrenamtlicher Beauftragter der Deutschen Herzstiftung sowie Konsulent der Raiffeisenlandesbank Oberösterreich.
Schmöller ist auch Mitglied der Passauer Lamplbruderschaft und Ehrenmitglied der „Ilzer Radler und Wanderer“.
Im Februar 2007 ist er aus der SPD ausgetreten, da ihn diese nach eigener Aussage seit seiner Abwahl als OB ignoriere. Schmöller selbst sagte zu seinem Parteiaustritt unter anderem: „Ich habe keine politische Heimat mehr in der SPD.“ (Zitat: PNP)
Kulturausschuss sowie das Stadtrats-Plenum beschlossen am 8. bzw. am 19. März 2007, Willi Schmöller zum Ehrenbürger der Stadt Passau zu ernennen.

## Auszeichnungen
- Speyerer Preis (1994 und 1998)
- Kreativpreis des Bundes der Steuerzahler in Bayern (1997)
- Ehrenring der Stadt Passau (1999)
- Verdienstkreuz am Bande der Bundesrepublik Deutschland (2003)
- Ordre national du Mérite (2003), für seine Verdienste um die deutsch-französische Freundschaft
- Ehrenbürger der Stadt Passau (2007)

## Medien
- Thomas Seider: Willi Schmöller noch einmal in aller Munde. In: Passauer Neue Presse vom 3. Februar 2007 (S. 35)
- Stefan Rammer: Stadtrat: Passau bekommt zwei neue Ehrenbürger. In: Passauer Neue Presse vom 20. März 2007 (S. 29)
- Anonymus: Das blieb hängen: Die Worte des Jahres. In: Passauer Neue Presse vom 31. Dezember 2007 (S. 29)